# Deusa-mãe

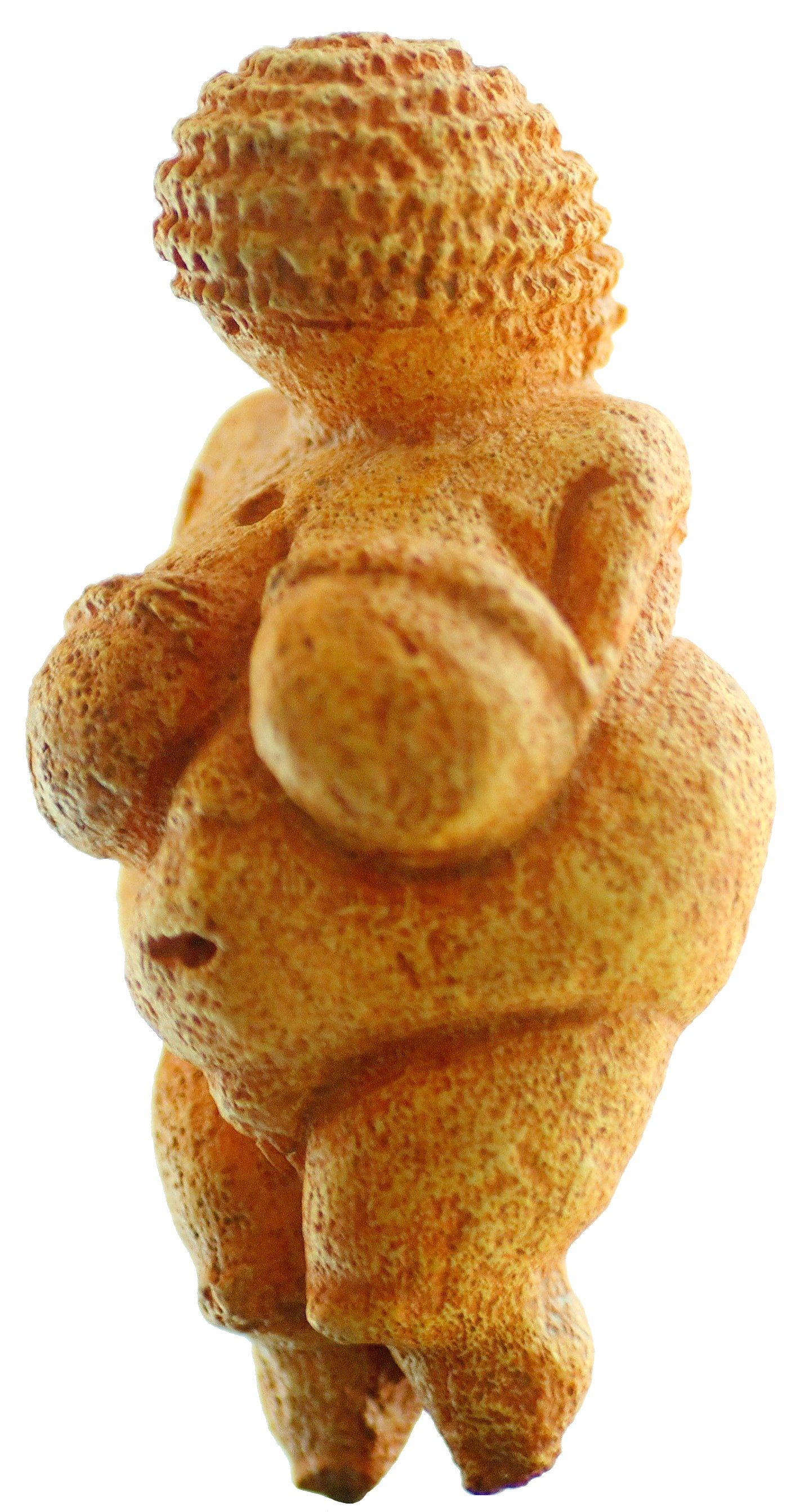
Vênus de Willendorf, do Paleolítico Superior, estimada em ter sido produzida entre e

Deusa-Mãe é o nome associado a Deusas que em muitas culturas matriarcais é vista como criadora de toda a vida. Por vezes associada à Mãe Terra, devido ao fato da terra ser vista como sagrada por gerar os alimentos (assim sendo, a que nutre). Também é associada a natureza, os mares e a fertilidade; geralmente sendo a generosa personificação da Terra. Conhecidas como qadesh (sagrado) na maioria das civilizações pagãs as Deusas são criadoras do Universo, geram a vida, a cultura, a agricultura, a linguagem e a escrita, resultando numa complexa estrutura teológica, tais como: a Deusa hindu Sarasvati, honrada como inventora do alfabeto original; a Deusa celta da Irlanda, Brígida, honrada entre os celtas como Deusa da linguagem; Deusa Nidaba da Suméria (civilização tradicionalmente definida como berço da cultura da escrita), como aquela que inicialmente inventou a escrita cuneiforme e a arte da escrita (a escriba oficial da Suméria também era uma mulher: Enheduana).

## Origem do termo
O termo refere-se a uma religião pagã universal de divindade feminina e seu culto remonta ao início da história humana, como pode ser observado nas retratações de Vênus da Pré-história. O culto à Deusa ou Deusa-Mãe foi observado inicialmente na Pré-história (Paleolítico e Neolítico), aonde foram encontradas estatuetas de culto, estendendo-se ao Reino da Frígia, aonde ficou mais conhecida como Cibele, e daí às civilizações grega, romana, egípcia e babilônia onde consolidou-se um enorme panteão de Deusas. A existência do culto em várias culturas não-frígias evidencia no entanto que Cibele é tão-somente a manifestação local desta divindade, a qual era identificada, entre os gregos, à Deusa Reia.

## Controvérsia

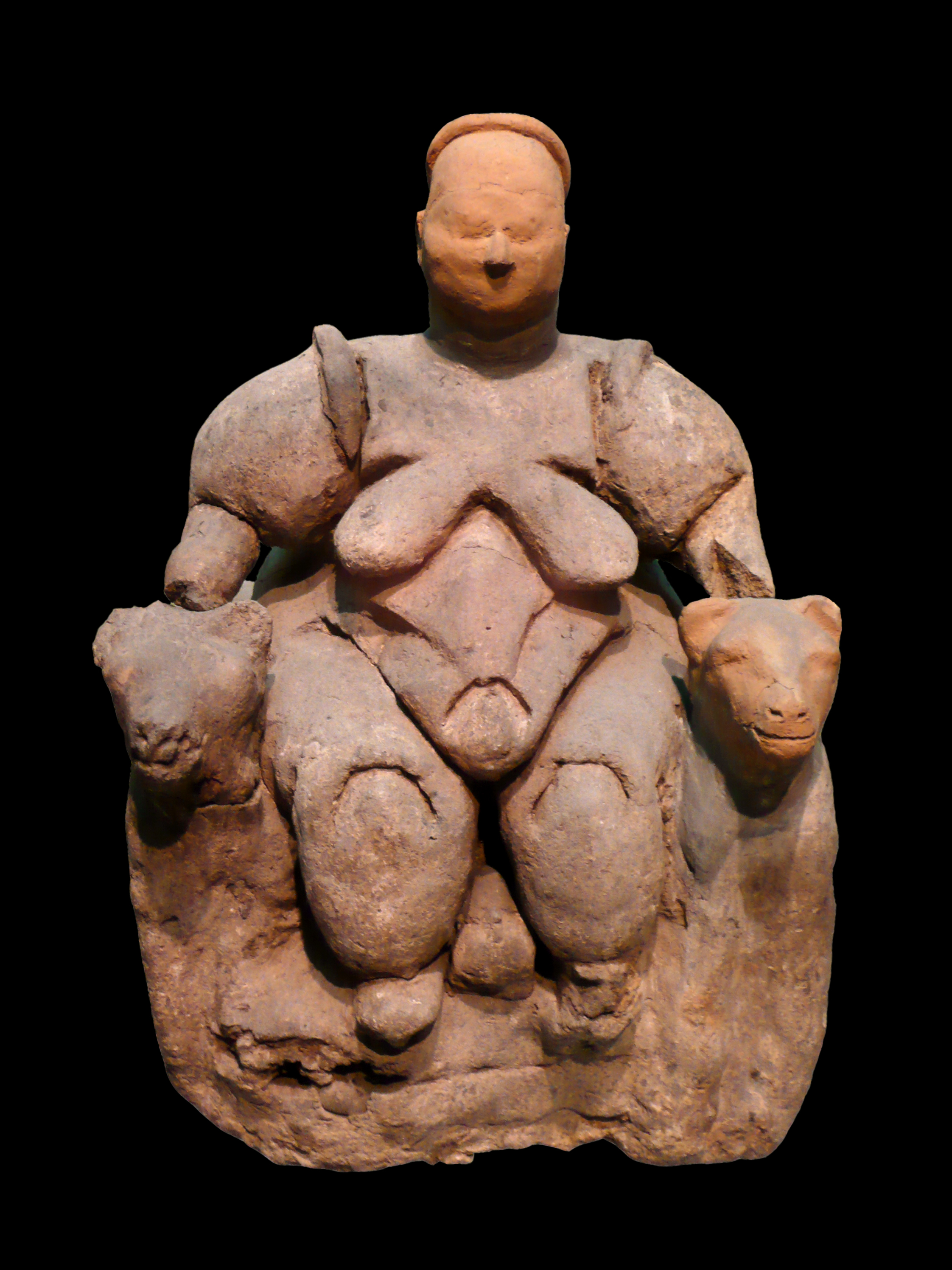
Escultura 'Mulher sentada de Çatalhöyük', atualmente no Museu das Civilizações de Anatólia, em Ankara, Turquia. Fotografia de Nevit Dilmen, em 2012.

As deidades que se encaixam na moderna concepção de Deusas Mães têm sido claramente adoradas em muitas sociedades até à actualidade. James Frazer (autor de A rama dourada) e aqueles a quem influenciou (como Robert Graves e Marija Gimbutas) avançaram a teoria de que todo o culto na Europa e Egeu que incluiu qualquer tipo de Deusa Mãe tinha origem nos matriarcados neolíticos pré-indo-europeus, e que as diferentes Deusas de localidades distintas eram equivalentes.
Ainda que esta ideia tenha tido boa aceitação como categoria útil para a mitografia, a ideia de que na antiguidade se cria que todas estas Deusas eram intercambiáveis, tem sido objecto de estudo de diversos autores,como James Frazer, J. J. Bachofen, Joseph Campbell, James Melaart, Merlin Stone, Jane Ellen Harrison, Marija Gimbutas, Walter Burkert, entre muitos outros.

### Perspectiva segundo Joseph Campbell
A arqueologia pré-histórica, como por exemplo no sítio de Çatalhüyük e a mitologia pagã, registram esta origem do culto à Deusa Mãe e do ocre vermelho. As mais recentes descobertas de uma religião humana remontam, inicialmente, ao culto aos mortos (300 000 a.C.) e ao intenso culto da cor vermelha ou ocre associado ao sangue menstrual e ao poder de dar a vida. Na mitologia grega, a Mãe de todos os deuses, a Deusa Reia (ou Cibele, entre os romanos), exprime este culto na própria etimologia: Réia, significa: terra ou fluxo. O acadêmico Joseph Campbell, argumenta que Adão—do hebraico אדם relacionado tanto a adamá ou solo vermelho ou do barro vermelho, quanto a adom ou vermelho, e dam, sangue— foi criado a partir do barro vermelho ou argila. A identidade da religião com a  Mãe Terra, a fertilidade, a origem da vida e da manutenção da mesma com a mulher, seria, segundo Campbell, retratada também na Bíblia: ...a santidade da terra, em si, porque ela é o corpo da Deusa. Ao criar, Jeová cria o homem a partir da terra [da Deusa], do barro, e sopra vida no corpo já formado. Ele próprio não está ali, presente, nesta forma. Mas a Deusa está ali dentro, assim como continua aqui fora. O corpo de cada um é feito do corpo dela. Nas religiões pagãs dá se o reconhecimento dessa espécie de identidade universal.

### Da Deusa ao Deus
Diversos autores modernos analisam a história da criação do livro do Gênesis sob uma perspectiva não-cristã, a qual seria definir a Bíblia como uma narrativa alegórica sobre a divindade hebraica Yavé suplantando a Deusa Mãe, representada pela árvore da vida, e a religião hebraica suplantando este culto. Argumenta-se que a passagem do Gênesis sobre a origem do pecado, em que o conhecimento proibido relaciona-se a sexo, sexualidade, e reprodução, especialmente o conhecimento de que os homens participam da reprodução e que a história descreve o processo pelo qual sociedades matriarcais tradicionais foram substituídas por sociedades patriarcais.
Diversos autores discutem sobre várias religiões do Oriente Próximo, muitas das quais representavam a Deusa Mãe por uma serpente e outras por uma simbologia de comunhão realizada pelo ato de comer uma fruta de uma árvore que crescesse perto do altar dedicado à Deusa. Estas Deusas, nestas mitologia a primeira e única Deusa Criadora, também representava o conhecimento, a criatividade humana, sexo, sexualidade, reprodução, novos ciclos e/ou Destino.

### Gênesis e Enuma Elish
São várias as similaridades entre a história da criação no Enuma Elish e a história da criação no Livro do Gênesis. O Gênesis descreve seis dias de criação, seguido de um dia de descanso, enquanto que o Enuma Elish descreve a criação de seis deuses e um dia de descanso. Em ambos a criação é feita pela mesma ordem, começando na Luz e acabando no Homem. A Deusa Tiamat é comparável ao Oceano no Gênesis, sendo que a palavra hebraica para oceano tem a mesma raiz etimológica que Tiamat.

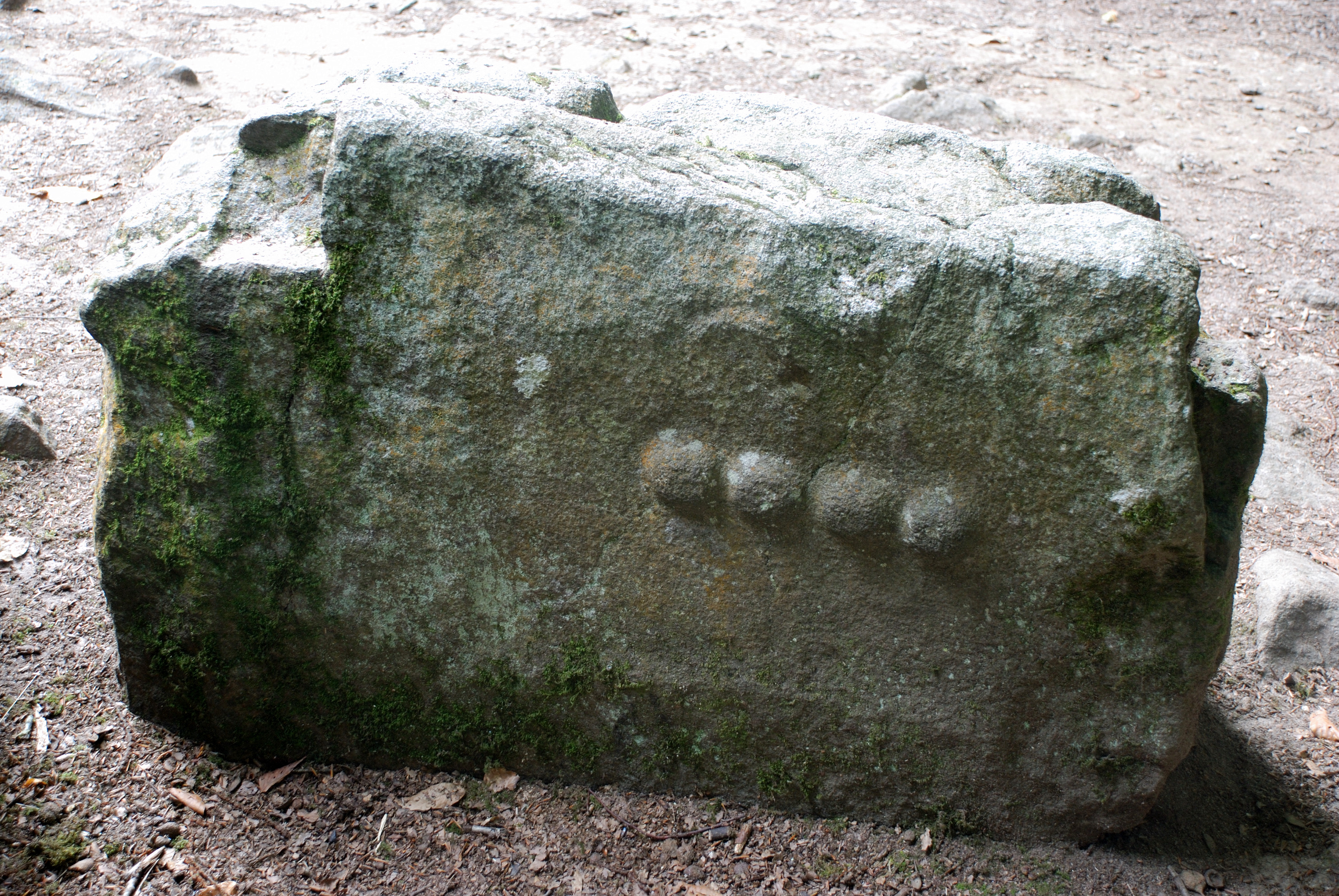
Gravura neolítica de Deusa mãe (representada com quatro seios) num dólmen

### Deusas da Ásia

#### Deusas mesopotâmicas
Tiamat na mitologia suméria, Ishtar (Inanna) e Ninsuna na caldeia, Aserá e Astarté na Síria em Canaã. Uma das mais importantes figuras do panteão elamita foi a deusa Pinikir um nome com cognatos encontrado em outros sistemas de crença de povos desta região. "O fato de que a precedência foi dada a uma deusa, a qual estava acima dos demais deuses do panteão elamitas, indica que os devotos elamitas seguiam o matriarcado nesta religião... No terceiro milênio, estas deusas exibiam um indiscutível poder à frente do panteão elamita".

#### Hinduismo

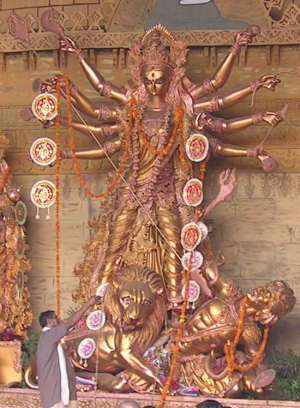
A deusa Durga é considerada como a deusa mãe suprema por alguns hindus

Na cultura indiana, a presença de uma Mãe Terra aparece já no Rig Veda, como consorte cósmica de Dhyaus, o Céu. É chamada de Prithivi (ou Prithivi Mata), literalmente "Mãe Terra". Na literatura védica, Prithivi é a mãe de todos os deuses. É chamada de Aditi, a Deusa Não Nascida (literalmente, Infinita, Ilimitada) e os primeiros deuses, seus filhos, são chamados de adityas.  
Alguns dos deuses mais antigos do panteão védico nascem justamente do amor entre Prithivi e Dhyaus. Entre eles, a chuva busca a terra: Parjanya (a chuva), mas também Indra (de ind, "pingo"), é a expressão do amor de Dhyaus por Prithivi; o fogo busca o Céu: Agni (mas também Surya) é a expressão do amor de Prithivi por Dhyaus. 
A literatura védica também alude a ela, mais esparsamente, como Viraj, a mãe universal e como Ambhrini, a nascida do Oceano Primordial. Durga representa o poder e a natureza protetora da maternidade. Uma encarnação de Durga é Kali, que nasceu de sua frente durante a guerra (como meio para derrotar o inimigo de Durga, Mahishasura). Durga e suas encarnações são especialmente adoradas em Bengala.
Para o indiano, a Devi ("Deusa") assume múltiplas formas. Essas formas representam força (shakti) de criação, criatividade, fertilidade do mundo (que é prenhe de formas). Aparece como: Maya, a Grande Ilusão, o aspecto ilusório da realidade que acolhe todos os pranavi ("seres que respiram"); Prakriti, a Matéria (e o Espaço), a consorte cósmica Purusha, o Homem Cósmico, que se sacrifica para fecundar Prakrti, que dá à luz a infinitas formas — assim, tudo no Universo possui tanto espírito quanto forma —, oriundas do encontro dos dois seres primordiais.
A Deusa Mãe na tradição indiana assume diversas facetas além da Mãe Terra no sentido pastoril e agrícola — isto é, a Mãe fértil que todos acolhe e tudo dá —, mas a presença dessa feição divina da Natureza pode ser especialmente sentida e venerada, por exemplo, nas figuras de Parvati (filha do Himalaia), da Deusa Ganga (o Rio Ganges, que eflui da cabeça de Shiva) ou de Sarasvati — identificada com o rio ancestral cujas águas, por razões geológicas, secaram, o que ocasionou o final da primeira urbanização do Vale do Indo, ainda no período pré-védico. 
A mentalidade indiana é, em geral, inclusiva: as divindades femininas podem ser entendidas comutativamente pelo devoto como expressões da Deusa ou da devi de sua devoção.

##### Shaktismo
No shaktismo, uma forma de hinduísmo fortemente relacionada com as filosofias hindús de Vedānta, a Samkhya e o Tantra e definitivamente monista, que tem uma rica tradição de Bhakti yoga relacionada com ele, a energia feminina (Śakti) se considera a força motriz por de trás de todas as ações e existência do cosmos fenomenal do hinduísmo. O próprio cosmos é o Brahman, o conceito da realidade inalterável, infinita, imanente e trascendente que forma o Solo Divino de todos os seres, a «alma do mundo». a potencialidade masculina é atualizada pelo dinamismo feminino, personificado em deusas multitudinarias que terminam reconciliadas em uma.
O texto chave é o Devi Mahatmya, que combina as teologias védicas anteriores, as filosofias upanishádicas emergentes e as culturas tántricas em desenvolvimento em uma exégesis laudatoria de religião shakti. Os demónios do ego, a ignorância e o desejo atam a alma numa maya (também alternativamente etérea o personificada) e é a Mãe Maya, a própria shakti, quem pode liberar o indivíduo atado. a Mãe Imanente, Devi, está por esta razão concentrada na intensidade, o amor e a concentração autodisolutoria em um esforço por concentrar o shakta (como se chama às vezes a um seguidor shakti) na autêntica realidade subjacente ao tempo, e espaço e a causalidade, liberándole assim do ciclo kármico.

### Deusas da Europa

#### Deusas celtas
A deusa irlandesa Anann, às vezes conhecida como Dana, tem um impacto como deusa mãe, a julgar pelo Dá Chích Anann perto de Killarney (Condado de Kerry). A literatura irlandesa nomeia a última e mais favorecida geração de deuses como ‘o povo de Danu’ (Tuatha de Dannan), Ceridwen.
Na cultura celta proveniente da Gália, temos a figura de Dea Matrona (considerada por alguns como um título à Deusa Terra, Nantosuelta). Em contraparte, no próprio mito gaulês, tem a figura de Eiocha (uma égua mística que teria sido formada da espuma do mar) como a primeira divindade e mãe dos deuses primordiais Cernuno, Maponos, Taranis, Teutates e Epona.

#### Deusas nórdicas
Entre os povos germânicos provavelmente foi adorada uma deusa na religião da Idade de Bronze Nórdica, chamada por Jörð que mais tarde foi conhecida como Nerto na mitologia germânica, e que possivelmente persistiu no culto a Freya da mitologia nórdica. Sua equivalente na Escandinávia era a deusa aclamada por "natureza" Jörð e o deus dos mares e da fertilidade Njörðr. Jord possui diversos aspectos parecidos com as outras deusas, como por exemplo seu nome no Islandês que é Gyðia e quer dizer "deusa".

#### Deusas gregas
Eurínome foi a princípio o protótipo da deusa Mãe Criadora grega e a mais importante divindade dos pelasgos, o povo que ocupou a região da Grécia em tempos pré-históricos antes da invasão jônica e dórica. Após a ascensão do patriarcado, Eurínome foi  rebaixada aos status de amante de Zeus e de Criadora passou a ser considerada apenas uma titânide filha de Oceano e Tétis. Todavia, mesmo na versão patriarcal da mitologia grega, Eurínome e seu consorte Ofíon reinaram sobre o monte Olimpo até serem derrotados por Reia e Cronos.
Nas culturas do Egeu, Anatólia e no antigo Oriente Próximo, uma deusa mãe foi venerada com as formas de Cibele (adorada em Roma como Magna Mater, a "Grande Mãe"), de Gaia e de Reia.

As deusas olímpicas da Grécia clássica tinham muitos personagens com atributos de deusa mãe, incluindo Hera e Deméter. 
"As deusas do politeísmo grego, tão diferentes e complementares, são ainda assim consistentemente similares numa etapa inicial, com uma outra simplesmente convertendo-se em dominante em um santuário ou cidade. Cada uma é a Grande Deusa presidindo sobre uma sociedade masculina, cada uma é representada em seu aspecto de Senhora das Bestas Senhora dos Sacrifícios, incluindo Hera e Deméter".
A deusa minoica representada em achados arqueológicos como selos ou outros restos, a quem os gregos chamavam Potnia Theron, ‘Senhora das Bestas’, muitos de cujos atributos foram logo absorvidos também por Artemisa, parece haver sido um tipo de deusa mãe, pois em algumas representações amamenta os animais que carrega. A arcaica deusa local adorada em Éfeso, cuja estátua de culto era adornada com colares e cintos sobre os quais colocavam protuberâncias redondas,A descrição destes como mamas múltiplas ou testículos de touro parece estar equivocada: veja-se Templo de Artemisa em Éfeso, mais tarde identificada pelos gregos como Artemisa, foi provavelmente também uma deusa mãe.
A festa de Anna Perenna dos gregos e romanos no Ano Novo, em 15 de março, equinócio do inverno, pode haver sido uma festa da deusa Mãe. Dado que o Sol era considerado fonte de vida e alimento, este motivo de festa também se assemelhava com os cultos de deusas-mães.

#### Deusas romanas
A equivalente de Afrodite na mitologia romana, Vênus, foi finalmente adotada como figura de deusa mãe. Era considerada a mãe do povo romano, por ser a de seu ancestral, Eneias, e antepassado de todos os subsequentes governantes romanos. Na época de Júlio César o título da deusa era Vênus Genetrix (‘Mãe Venus’).
Magna Dea é a expressão latina para ‘Grande deusa’, e pode aludir a qualquer deusa principal adorada durante a República ou Império romanos. O título "Magna Dea" podia aplicar-se a uma deusa do panteão, como Juno ou Minerva, ou a uma deusa adorada monoteisticamente.

#### Deusas mães túrquicas siberianas
Umay, é a deusa mãe dos turcos siberianos. É representada com sessenta tranças douradas, que parecem raios de sol. Acredita-se que uma vez foi idêntica à Ot Ene dos mongóis.[carece de fontes?].

### Deusas da África

#### Deusas iorubás
O culto Ioruba é o culto que deu origem ao Candomblé Brasileiro. Assim como no dos orixás, temos nesse culto as 'grandes mães'. No culto iorubá as denominadas Iami Oxorongá ou Iami-Ajé. É a sacralização da figura materna, por isso seu culto é envolvido por tantos tabus. Seu grande poder se deve ao fato de guardar o segredo da criação.
Tudo o que é redondo remete ao ventre, e por consequência, as Ia Mi. O poder das grandes mães é expresso entre os orixás: Oxum, Iemanjá, Iansã e Nanã Buruquê sendo esta ultima divindade a progenitora das Iia Mi. São comumente representadas por pássaros. Aulo Barretti Filho, escreve em O culto dos eguns no candomblé: "Os mortos do sexo feminino recebem o nome de Iami Agbá (mãe anciã), mas não são cultuadas individualmente. Sua energia como ancestral é aglutinada de forma coletiva e representada por Iami Oxorongá, cultuadas pela sociedade Guelede, compostas exclusivamente por mulheres, e somente elas detêm este perigoso poder."

### Deusas da América

#### Deusas Afro-Brasileiras (Orixás)

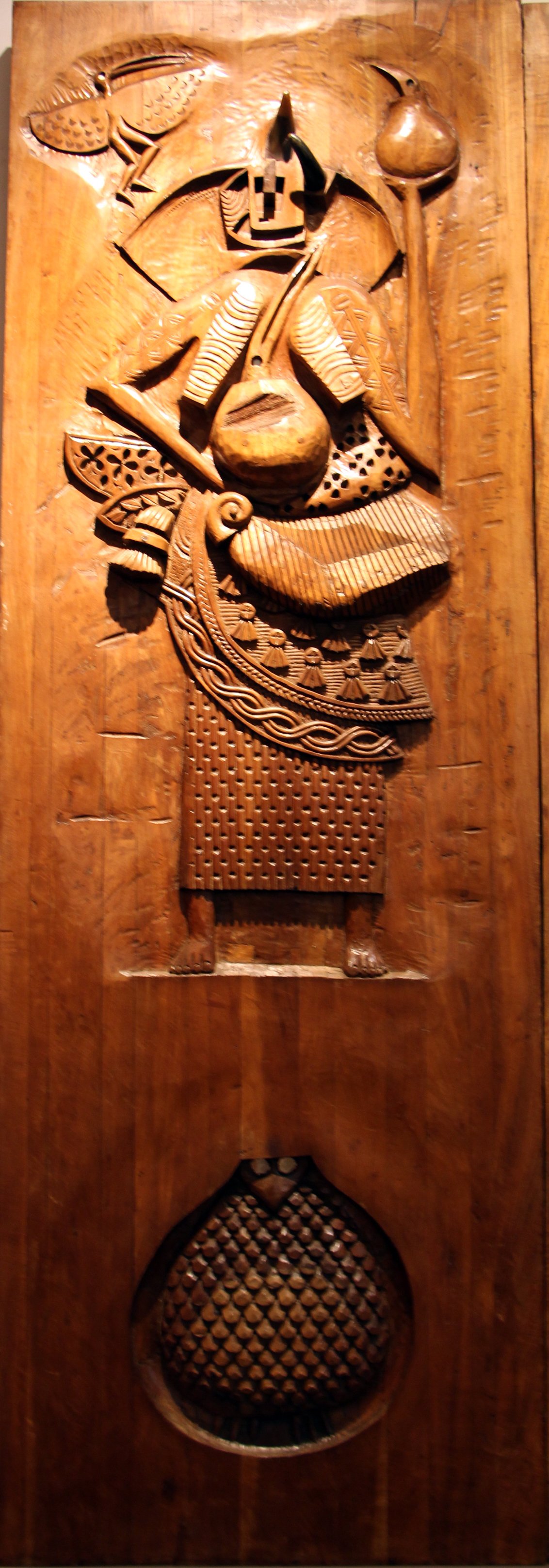
Imai Oxorongá por Caribé

Iemanjá, Oxum, Iansã e outras deusas mães compõem o panteão de Orixás das religiões Afro-brasileiras, e cada uma delas responde por um aspecto da natureza, da vida das pessoas, etc. Existem muitas particularidades em cada uma delas, mas algumas em especial podem manipular o tempo, o espaço, os elementos etc. Tanto no Candomblé como na Umbanda as deusas mães possuem um papel primordial, e para muitos fiéis, vai além das divindades masculinas, pois são "adotados" e se tornam "filhos" delas.

#### Deusas Incas
Axomama e Pachamama são duas importantes divindadades da mitologia inca, sendo Axomama deusa das batatas e Pachamama a deusa da terra, mãe de Axomama.

## Mãe Terra
A 'mãe terra' é um tema que aparece em muitas mitologias. Ela é uma Deusa da fertilidade que personifica e incorpora a Terra fértil e tipicamente é mãe de outras divindades, assim como patrona da maternidade. Isto deve-se à interpretação de que a terra foi sempre vista como origem de todas as coisas vivas.
Nas culturas ancestrais da Cordilheria dos Andes, a mãe terra é cultuada na forma da pacha mama e representa a fertilidade, o nascimento, a maternidade e a proteção da terra. 

## Conceito de deusa mãe na Wicca
Na religião Wicca acredita-se em uma força superior, a Grande Divindade, de onde tudo veio. Essa força superior é adorada sob a forma de duas divindades básicas: a Grande Mãe e o Deus Cornífero. Esse Casal Divino representa todos os demais deuses das diversas mitologias adotadas pelos wiccanos. Como algumas tradições wiccanas seguem uma infinidade de deusas e deuses, a crença pagã é que todas essas deusas e todos esses deuses são aspectos diferentes da grande deusa e do grande deus. Daí o ditado da Wicca que diz que "Todas as deusas são uma deusa e todos os deuses são um deus" (Dualidade cósmica). A Deusa-Mãe é a geratriz de todo o universo e de tudo o que ele contém, daí a frase: Tudo vem da Deusa e tudo para ela retorna.
Uma consequência do culto à Deusa Mãe na Wicca é a super-valorização da natureza, justificada pela sua ligação à Terra, na forma de Gaia. Além da Terra, outro símbolo muito importante da Deusa é a Lua, onde se manifesta de três maneiras, na forma de deusa tríplice, sendo a Lua cheia associada ao seu aspecto de Deusa Mãe.
Uma questão que muitas vezes se levanta na Wicca é se a deusa é mais importante do que o deus. O que se pode dizer é que é uma discussão inócua. A deusa e o deus são de igual importância na Wicca. Embora pareça haver mais enfoque à deusa, as duas divindades básicas da Wicca são complementares. Não há hierarquia entre elas.